# Le Rideau de dentelle
 (décembre 2018).
Si vous disposez d'ouvrages ou d'articles de référence ou si vous connaissez des sites web de qualité traitant du thème abordé ici, merci de compléter l'article en donnant les références utiles à sa vérifiabilité et en les liant à la section « Notes et références ».
Le Rideau de dentelle est un roman autobiographique français écrit par Christiane Bon-Roy, illustré par Guy Breniaux, paru aux éditions Aréopage en 2007  (ISBN 2908340682).

## Résumé
Adolescente dans les années 1940, Julie nous raconte sa jeunesse, son enfance, ses études, ses amours... Un premier souvenir hante depuis toujours sa mémoire, elle a trois ans... et l'écriture aujourd'hui devient nécessité.
Elle nous conte ses vacances dans le monde rural de ses ancêtres où tout lui est rude et étrange, sa vie familiale d'enfant sage observant dans sa petite ville aussi bien les coutumes du monde commerçant que les rituels des groupes d'adolescents.
Mais la guerre avec la débâcle, l'occupation allemande, les restrictions bouleversent la vie de Julie qui observe. Cette curiosité est sa "marque de fabrique" et elle nous raconte d'une plume dense mais fluide, nombre d'épisodes tantôt cocasses, tantôt dramatiques auxquels elle a été mêlée. Et les souvenirs enrubannés de plaisir... amplifiés par l'émotion... se déploient dans un film que Julie accélère ou ralentit selon son désir ou son besoin de réminiscence. Le monde de l'école mobilise souvent ses souvenirs : elle scrute, analyse, admire ou critique ce monde scolaire où elle est tour à tour actrice et observatrice :
- de l'école maternelle à l'école normale,
- de ses deux ans d'instit' rurale où elle rencontre une dyslexie "familiale" et un enfant artiste devenu peintre réputé
- jusqu'à ses deux années d'études universitaires, riches d'aventures intellectuelles, culturelles et humaines que Julie prend un vif plaisir à nous conter.